# Kollodium
Kollodium (von Collodium – griechisch-lateinisch, altgriechisch κολλώδης kollṓdēs, deutsch ‚leimartig‘; zu κόλλα kólla, deutsch ‚Leim‘) ist eine zähflüssige Lösung aus Kollodiumwolle in einer Mischung aus Diethylether und Alkohol  im Verhältnis 1:2. In der Medizin findet es Verwendung als Verschlussmittel für kleinere Wunden und zur Herstellung von Hühneraugen- und Warzentinkturen. Ebenso wird es in der Farbenindustrie und der fotografischen Industrie sowie bei der Herstellung von Sprenggelatine und Klebstoffen eingesetzt.
Kollodium ist mischbar mit Alkohol, Aceton oder der gleichen Menge Ether. Zur Identitätsprüfung kann man 5 ml der Probe mit 20 ml Wasser verschütteln, dann scheidet sich eine flockige, an den Wänden haftende weiße Masse ab.
Weiterhin findet Kollodium in der Maskenbildnerei Verwendung – zum Beispiel zur Herstellung von Narben.
Seit Jahrzehnten wird Kollodium als Elektrodenkleber für die Ableitung von elektrischen Biosignalen in der Elektrophysiologie und über längere Perioden von mehreren Tagen in der Epilepsie- und Schlafdiagnostik verwendet.
Die Entfernung von der Haut erfolgte früher mit Aceton (Nagellackentferner), heute wird jedoch aus Hautverträglichkeitsgründen eine nahezu geruchsfreie Removerflüssigkeit auf öliger Basis verwendet.
Mitte des 19. Jahrhunderts wurde Kollodium von Frederick Scott Archer verwendet, um das Nass-Kollodium-Verfahren zu entwickeln, mit dem in der Frühzeit der Fotografie lichtempfindliche Platten hergestellt wurden.
Bei Milchviehausstellungen in der Schweiz ist Kollodium (max. 8 %) zum Verkleben der Zitzen erlaubt, um einen ungewollten Milchaustritt während einer Show zu verhindern.
Kollodium wird bei Mensch und Tier manuell entfernt. In hartnäckigen Fällen kann ein Kollodiumentferner mit Inhaltsstoffen wie Ethylacetat (Essigsäureethylester), Petroleum, Isopropanol (Isopropylalkohol) oder Isopropylmyristat (Myristinsäureisopropylester) zur Anwendung kommen.